# Александар Чубрило
Александар Чубрило (Задар, 25. новембар 1975) је бивши српски кошаркаш. Играо је на позицијама крила и крилног центра.

## Каријера
Своје најбоље кошаркашке године имао је у београдском Партизану. За осам година у првом тиму „црно-белих” освојио је три шампионата СР Југославије, четири купа и играо је на фајнал фору Евролиге 1998. године. Године 2001. одлази у словеначку Унион Олимпију али за њих није одиграо ниједан меч. У новембру исте године потписао је уговор са руском екипом ЦСК ВВС Самара. Иако је пружао добре партије, на крају сезоне му није понуђен продужетак сарадње. Након тога се вратио у Србију и потписао за НИС Војводину. Због повреде колена није играо скоро две године, да би се у лето 2004. вратио и потписао уговор са малим београдским клубом Авала Адом. Након тога је играо и за београдски Раднички, да би своју последњу сезону одиграо у немачкој екипи Гисен фортисиксерс, одакле се пензионисао у 32. години.
Чубрило је био члан репрезентације СР Југославије до 22 године, која је освојила бронзану медаљу на Светском првенству 1997. у Мелбурну, Аустралија.

## Успеси

### Клупски
- Партизан :
  - Првенство СР Југославије (3) : 1994/95, 1995/96, 1996/97.
  - Куп СР Југославије (4) : 1994, 1995, 1999, 2000.

### Репрезентативни
- Светско првенство до 22 године:  1997.